# حسبان، عمان
حسبان (به عربی: حسبان) یک منطقهٔ مسکونی در اردن است که در استان امان واقع شده‌است.